# Daman og Diu
Daman og Diu er et unionsterritorium i den vestlige del af Indien.
De to områder, byen Daman og øen Diu, var portugisiske kolonier, der blev overtaget af Indien i 1961 sammen med Goa. 
De tre områder blev styret i fællesskab, indtil Goa blev en delstat i 1987.
- Wikimedia Commons har flere filer relateret til Daman og Diu

20°25′37″N 72°51′00″Ø / 20.4269°N 72.85°Ø